# Cordilheira Oriental (Bolívia)

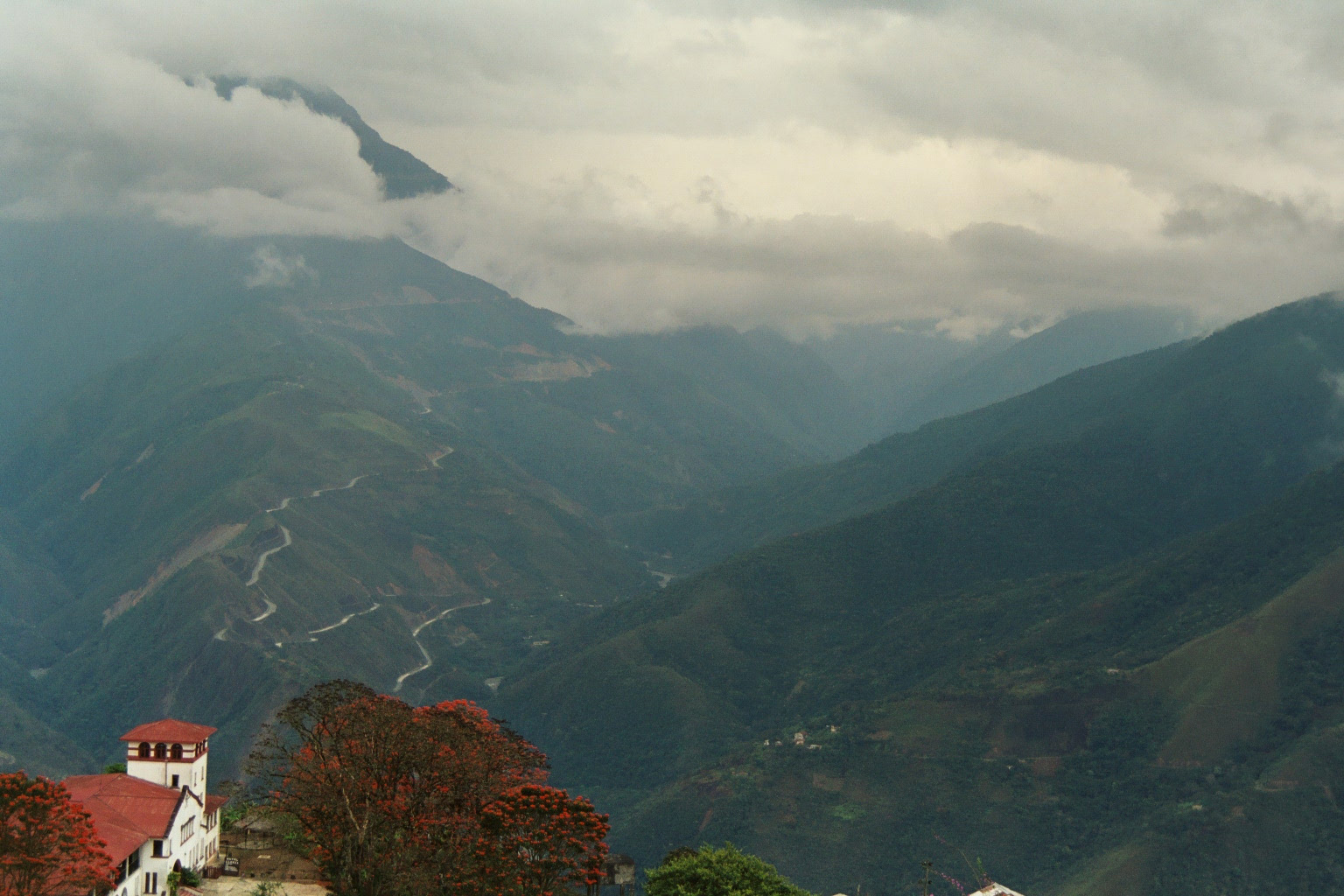
Os Yungas em Coroico

A Cordilheira Oriental da Bolívia se caracteriza por estar formada por correntes paralelas que despregam de norte a sul, e as quais em muitas ocasiões se internam em regiões arborizadas e úmidas, ricas em produtos agrícolas e de gado. Divide-se em três seções as quais são as seguintes: 
- Setentrional caracterizada por ser uma continuidade de serranias como Elo, San Buenaventura, Muchane, Pilón e um etc. entre seus cumes mais importantes se encontram as seguintes: Cerro Astalaya e Colorado.

- Central se caracteriza por estar formada integralmente pela cordilheira de Cochabamba, esta seção ao atravessar o departamento de Cochabamba forma os Yungas no Chapare. Seus cumes principais são o Tunari com 5.200 msnm. aproximadamente e o San Benito com 4.298 msnm. Estende-se para o departamento de Santa Cruz formando as serranias isoladas como Mataracu, San Rafael, As Juntas, Os vulcões estes últimos no Parque Nacional Amboró.

- Meridional esta seção começa no norte de Chuquisaca com a corrente Presto e termina nas serranias de Caiza e Capirenda na província do Grande Chaco no departamento de Tarija. Não tem cumes representativos.